# SV Waren 09
Maillots
Dernière mise à jour : 14 mars 2011.
Le SV Waren 09 est un club allemand de football basé dans la localité de Waren, dans le Mecklembourg-Poméranie-Occidentale.

## Histoire

### De 1909 à 1945
Le club fut fondé en 1909 en football sous l’appellation de Warener FC 1909. Le club ne joua aucun rôle en vue jusqu’au terme de la Seconde Guerre mondiale.
En 1945, le club fut dissous par les Alliés (voir Directive n°23). Il fut reconstitué dès 1945 sous l’appellation Sportgemeinschaften Waren ou SG Waren.

### Époque de la RDA

ancien logo du BSG Lokomiotive Waren-Reitwisch

Le SG Waren porta plusieurs appellations au gré des humeurs des dirigeants communistes. Il fut la BSG Empor/Bau Waren puis, la BSG Aufbau Waren. En 1952, il devint la BSG Lokomotive/Bau Waren. Sous cette appellation, il fut un des fondateurs de la Bezirksliga Neubrandenburg dont il remporta le premier championnat en 1953. Lors du tour final, il termina 5e et dernier d'un groupe remporté par Fortschritt Hartha devant le Dynamo Eisleben.
En 1954, il fut rebaptisé BSG Lokomotive Waren-Rethwisch. Sous cette appellation il remporta un nouveau titre dans la Bezirksliga Neubrandenburg en 1960 et monta en II. DDR_Liga qui, à cette époque, constituait le 3e niveau du football est-allemand.
Sous la dénomination simplifiée de BSG Lokomotive Waren, le club joua deux saisons en II. DDR_Liga puis cette ligue fut dissoute. Le club réintégra la Bezirksliga Neubrandenburg qui redevenait l’équivalent d’une Division 3.
En 1966, la section football du BSG Lokomotive Waren devint la BSG Verkehrsbetriebe Waren ou BSG VB Waren.

ancien logo du BSG VB Waren

Le BSG VB Waren remporta la Bezirksliga Neubrandenburg en 1972 et monta en DDR-Liga, la Division 2 de la Deutscher Fussball Verband der DDR (DFV). Il fut relégué après une saison mais reconquit le titre de Bezirksliga dès 1974. Il ne presta de nouveau qu’une seule saison dans l’antichambre de l’élite puis redescendit.
En 1977, Verkehrsbetriebe Waren fut relégué en Bezirksklasse, soit le 4e niveau. Il remonta après une saison, mais redescendit en 1980. 
À nouveau nommé BSG Lokomotive Waren, le club refit un passage d’une saison en Bezirksliga Neubrandenburg en 1984-1985, puis y remonta en 1986. Il y resta jusqu’en 1989 où il fut relégué sous la dénomination…BSG Verkehrsbetriebe Waren.
En 1990, le club prit l’appellation de SV Waren 09.

### SV Waren 09
Lors de la saison 1991-1992, le SV Waren 09 évolua en Bezirksliga Mecklenburg-Vorpommern Ost, soit au 6e niveau du football allemand réunifié. Cette ligue devint le 7e niveau lors de l’instauration des Regionalligen au 3e étage de la pyramide du football allemand en 1994.
En 1996, le SV Waren 09 fut sacré champion et monta en Landesliga Mecklenburg-Vorpommern Ost.
Trois fois vice-champion de cette ligue de 1999 à 2001, le club décrocha la timbale en 2002 et accéda à la Verbandsliga Mecklenburg-Vorpommern, à cette époque 5e niveau de la hiérarchie. En 2008, cette division recula au 6e rang lors de la création de la 3. Liga.
En 2010-2011, le SV Waren 09 joue les premiers rôles en Verbandsliga Mecklenburg-Vorpommern.

## Palmarès

### Lokomotive/VB Waren
- Champion de la Bezirksliga Neubrandenburg: 1953, 1960, 1972, 1974.
- Vice-champion de la Bezirksliga Neubrandenburg: 1965

### SV Waren 09
- Champion de la Bezirksliga Mecklenburg-Vorpommern Ost: 1996
- Champion de la Landesliga Mecklenburg-Vorpommern Ost: 2002
- Vice-champion de la Landesliga Mecklenburg-Vorpommern Ost: 1999, 2000, 2001

## Localisation

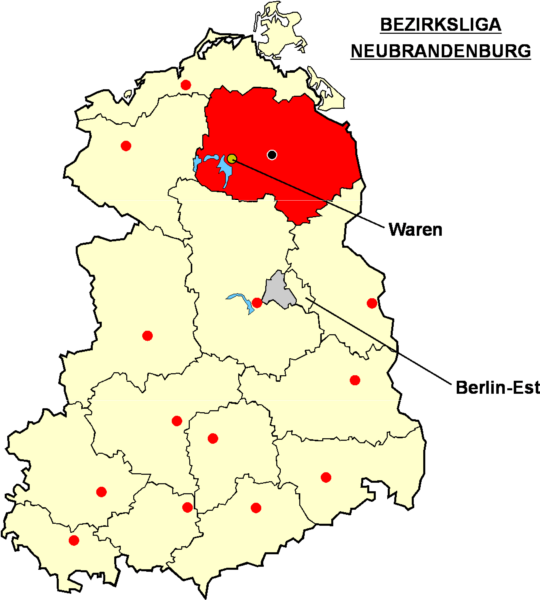
Localisation de Waren dans la Bezirksliga Neubrandenburg